# Archilestes grandis
Archilestes grandis es un caballito del diablo de la familia de los caballitos de alas abiertas (Lestidae). El nombre científico está compuesto por la palabra Archilestes, la cual viene del griego archi “viejo o antiguo” debido a la posición filogenética dentro de la familia y lestes “ladrón”, probablemente debido a su naturaleza predatoria, y a la palabra grandis “grande”.

## Nombre común
- Español: caballito del diablo

## Clasificación y descripción de la especie
Es uno de los caballitos del diablo más grandes, su longitud total se encuentra entre 5 y 6.2 cm, con una longitud alar de 3 a 3.8 cm. Los ojos y la cara son color azul, la parte trasera de la cabeza es color amarillo. El pterotórax es color café claro con una línea lateral amarilla y marcas de color  verde metálico. El  abdomen es oscuro en el dorso, volviéndose café claro o amarillento hacia el área ventral, los segmentos 8-10 usualmente se vuelven pruinosos con la edad.

## Distribución de la especie
Esta es una especie de amplia distribución, se encuentra desde el norte de E.U.A. hasta Colombia y Venezuela. Esta especie vuela desde mediados de marzo hasta mediados de noviembre.

## Ambiente terrestre
Habita pozas pequeñas y permanentes o arroyos con caudal pequeño a moderado.

## Estado de conservación
No se considera dentro de ninguna categoría de riesgo.